# Championnat d'Allemagne féminin de handball
Le championnat d'Allemagne féminin de handball, ou Handball-Bundesliga Frauen en allemand, est le plus haut niveau des clubs féminins de handball en Allemagne. Le premier championnat d'Allemagne de l'Ouest a eu lieu lors de la saison 1957-1958 et la Bundesliga a été créée en 1975. Depuis 1991, il s'agit du championnat d'Allemagne réunifiée.
Le championnat comporte 14 équipes qui s'affrontent en match aller/retour.

## Formule
Les 14 équipes du championnat s'affrontent en match aller/retour, soit 26 jours de compétition.
Le club classé 1er de 1. Bundesliga est sacré champion et est qualifié pour l'édition suivante de la Ligue des Champions.
Les clubs classés 2e, 3e de 1. Bundesliga sont qualifiés pour la Ligue Européenne. Le club classé 4e peut éventuellement être qualifié pour la Ligue Européenne si le vainqueur de la Coupe d'Allemagne est déjà qualifié à une coupe européenne (cas : si le club vainqueur de la coupe d'Allemagne est 1er, 2e ou 3e du championnat).

### Relégations
Le club classé à la 13e (avant-dernière) place de la 1. Bundesliga dispute des matchs de relégation (Relegationsspiele) avec le club classé 2e de 2. Bundesliga pour tenter de conserver sa place dans l'élite. S'il perd, les 2 clubs échangent de division.
Le club classé dernier de 1. Bundesliga est directement relégué en  2. Bundesliga et remplacé par le champion de cette division.

### Autres compétitions
Parallèlement au championnat est disputé la Coupe d'Allemagne.
Les vainqueurs du championnat et de la coupe d'Allemagne s'affrontent durant Supercoupe d'Allemagne. Si le champion d'Allemagne remportent également la Coupe, le perdant de la finale de la Coupe participera à la Supercoupe.

## Clubs participants
| \| Borussia Dortmund SG BBM Bietigheim Thüringer HC Buxtehuder SV TuS Metzingen HSG Blomberg-Lippe Bayer 04 Leverkusen SU Neckarsulmer BSV Sachsen Zwickau VfL Waiblingen SV Union Halle-Neustadt HSG Bensheim/Auerbach HSG Bad Wildungen VfL Oldenburg \| Localisation des clubs |
| Borussia Dortmund SG BBM Bietigheim Thüringer HC Buxtehuder SV TuS Metzingen HSG Blomberg-Lippe Bayer 04 Leverkusen SU Neckarsulmer BSV Sachsen Zwickau VfL Waiblingen SV Union Halle-Neustadt HSG Bensheim/Auerbach HSG Bad Wildungen VfL Oldenburg                              |

### Clubs engagés - Saison 2022/2023
| Rang 2021-2022       | Club                         | Ville                   | Länder          | Équipementier         |
| -------------------- | ---------------------------- | ----------------------- | --------------- | --------------------- |
| 1er                  | SG BBM Bietigheim            | Bietigheim-Bissingen    | Bade-Wurtemberg | Hummel (2020/21-)     |
| 2e                   | Borussia Dortmund            | Dortmund                | DE-NRW          | Puma                  |
| 3e                   | Buxtehuder SV                | Buxtehude               | Basse-Saxe      | Kempa (2007/08–2024), |
| 4e                   | Thüringer HC                 | Erfurt, Bad Langensalza | Thuringe        | Joma (2016/17–)       |
| 5e                   | TuS Metzingen                | Metzingen               | Bade-Wurtemberg | Erima (2021/22–2024)  |
| 6e                   | HSG Blomberg-Lippe           | Blomberg                | DE-NRW          | Erreà (2020/21–2025)  |
| 7e                   | Sport-Union Neckarsulm (en)  | Neckarsulm              | Bade-Wurtemberg | Joma (2021/22–)       |
| 8e                   | SV Union Halle-Neustadt (en) | Halle-sur-Saale         | Saxe-Anhalt     | Hummel (2013/14–)     |
| 9e                   | TSV Bayer 04 Leverkusen      | Leverkusen              | DE-NRW          | Hummel                |
| 10e                  | HSG Bensheim/Auerbach (en)   | Bensheim                | Hesse           | Kempa (2019/20–)      |
| 11e                  | HSG Bad Wildungen (en)       | Bad Wildungen           | Hesse           | Hummel (2018/19–)     |
| 12e                  | VfL Oldenburg                | Oldenbourg              | Basse-Saxe      | Kempa (2022/23–)      |
| 13e                  | BSV Sachsen Zwickau (de)     | Zwickau                 | Saxe            | Joma (2022/23–),      |
| 1er de 2. Bundesliga | VfL Waiblingen (de)          | Waiblingen              | Bade-Wurtemberg | Kempa                 |

## Palmarès
Entre 1957 et 1991, il s'agit du championnat d'Allemagne de l'Ouest et le Championnat d'Allemagne de l'Est se déroule en parallèle. Par ailleurs, la Bundesliga est créée qu'en 1975.
- 1957-1958 : Eimsbütteler TV
- 1958-1959 : Eimsbütteler TV (2)
- 1959-1960 : RSV Mülheim
- 1960-1961 : RSV Mülheim (2)
- 1961-1962 : SSC Südwest 1947
- 1962-1963 : Eimsbütteler TV (3)
- 1963-1964 : 1. FC Nürnberg
- 1964-1965 : TSV Bayer 04 Leverkusen
- 1965-1966 : TSV Bayer 04 Leverkusen (2)
- 1966-1967 : Eimsbütteler TV (4)
- 1967-1968 : Union 03 Altona
- 1968-1969 : 1. FC Nürnberg (2)
- 1969-1970 : 1. FC Nürnberg (3)
- 1970-1971 : Holstein Kiel
- 1971-1972 : Union 03 Altona (2)
- 1972-1973 : TuS Eintracht Minden
- 1973-1974 : TSV Bayer 04 Leverkusen (3)
- 1974-1975 : TuS Eintracht Minden (2)
- 1975-1976 : TuS Eintracht Minden (3)
- 1976-1977 : TSV GutsMuths Berlin
- 1977-1978 : TuS Eintracht Minden (4)
- 1978-1979 : TSV Bayer 04 Leverkusen (4)
- 1979-1980 : TSV Bayer 04 Leverkusen (5)
- 1980-1981 : Grün-Weiß Francfort
- 1981-1982 : TSV Bayer 04 Leverkusen (6)
- 1982-1983 : TSV Bayer 04 Leverkusen (7)
- 1983-1984 : TSV Bayer 04 Leverkusen (8)
- 1984-1985 : TSV Bayer 04 Leverkusen (9)
- 1985-1986 : TSV Bayer 04 Leverkusen (10)
- 1986-1987 : TSV Bayer 04 Leverkusen (11)
- 1987-1988 : TV Lützellinden
- 1988-1989 : TV Lützellinden (2)
- 1989-1990 : TV Lützellinden (3)
- 1990-1991 : TuS Walle Brême

Depuis 1991, il s'agit du championnat de l'Allemagne réunifiée :
- 1991-1992 : TuS Walle Brême (2)
- 1992-1993 : TV Lützellinden (4)
- 1993-1994 : TuS Walle Brême (3)
- 1994-1995 : TuS Walle Brême (4)
- 1995-1996 : TuS Walle Brême (5)
- 1996-1997 : TV Lützellinden (5)
- 1997-1998 : VfB Leipzig
- 1998-1999 : VfB Leipzig (2)
- 1999-2000 : TV Lützellinden (6)
- 2000-2001 : TV Lützellinden (7)
- 2001-2002 : HC Leipzig (3)
- 2002-2003 : DJK/MJC Trier
- 2003-2004 : Frankfurter HC
- 2004-2005 : 1. FC Nürnberg (4)
- 2005-2006 : HC Leipzig (4)
- 2006-2007 : 1. FC Nürnberg (5)
- 2007-2008 : 1. FC Nürnberg (6)
- 2008-2009 : HC Leipzig (5)
- 2009-2010 : HC Leipzig (6)
- 2010-2011 : Thüringer HC
- 2011-2012 : Thüringer HC (2)
- 2012-2013 : Thüringer HC (3)
- 2013-2014 : Thüringer HC (4)
- 2014-2015 : Thüringer HC (5)
- 2015-2016 : Thüringer HC (6)
- 2016-2017 : SG BBM Bietigheim
- 2017-2018 : Thüringer HC (7)
- 2018-2019 : SG BBM Bietigheim (2)
- 2019-2020 : Non décerné[17]
- 2020-2021 : Borussia Dortmund
- 2021-2022 : SG BBM Bietigheim (3)
- 2022-2023 : SG BBM Bietigheim (4)
- 2023-2024 : SG BBM Bietigheim (5)
- 2024-2025 : HB Ludwigsburg (6)

## Bilan des clubs
| Rang  | Club                             | Titres | Saisons                                                          |
| ----- | -------------------------------- | ------ | ---------------------------------------------------------------- |
| 1     | TSV Bayer 04 Leverkusen          | 11     | 1965, 1966, 1974, 1979, 1980, 1982, 1983, 1984, 1985, 1986, 1987 |
| 2     | TV Lützellinden                  | 7      | 1988, 1989, 1990, 1993, 1997, 2000, 2001                         |
| 2     | Thüringer HC                     | 7      | 2011, 2012, 2013, 2014, 2015, 2016, 2018                         |
| 4     | 1. FC Nürnberg                   | 6      | 1964, 1969, 1970, 2005, 2007, 2008                               |
| 4     | VfB/HC Leipzig                   | 6      | 1998, 1999, 2002, 2006, 2009, 2010                               |
| 4     | SG BBM Bietigheim/HB Ludwigsburg | 6      | 2017, 2019, 2022, 2023, 2024, 2025                               |
| 6     | TuS Walle Brême                  | 5      | 1991, 1992, 1994, 1995, 1996                                     |
| 7     | Eimsbütteler TV                  | 4      | 1958, 1959, 1963, 1967                                           |
| 7     | TuS Eintracht Minden             | 4      | 1973, 1975, 1976, 1978                                           |
| 10    | RSV Mülheim                      | 2      | 1960, 1961                                                       |
| 10    | Union 03 Altona                  | 2      | 1968, 1972                                                       |
| 12    | SSC Südwest 1947                 | 1      | 1962                                                             |
| 12    | Holstein Kiel                    | 1      | 1971                                                             |
| 12    | TSV GutsMuths Berlin             | 1      | 1977                                                             |
| 12    | Grün-Weiß Francfort              | 1      | 1981                                                             |
| 12    | DJK/MJC Trier                    | 1      | 2003                                                             |
| 12    | Frankfurter HC                   | 1      | 2004                                                             |
| 12    | Borussia Dortmund                | 1      | 2021                                                             |
| -     | Non décerné                      | 1      | 2020                                                             |
| Total | Total                            | 68     | 1958-2025                                                        |

## Classement EHF
Le coefficient EHF du championnat pour la saison 2025-2026 est :
| Rang                   | Championnat | Coeff. | Places |
| ---------------------- | ----------- | ------ | ------ |
| 1                      | Hongrie     | 210,33 | 1      |
| 2                      | Norvège     | 198,33 | 1      |
| 3                      | Danemark    | 154,67 | 1      |
| 4                      | France      | 143,33 | 1      |
| 5                      | Roumanie    | 113,00 | 1      |
| 6                      | Russie      | 113,00 | 0      |
| 7                      | Allemagne   | 99,33  | 1      |
| 8                      | Slovénie    | 86,33  | 1      |
| 9                      | Monténégro  | 46,67  | 1      |
| 10 à 50 : aucune place |             |        |        |

| Rang                                   | Championnat | Coeff. | Places |
| -------------------------------------- | ----------- | ------ | ------ |
| 1                                      | Danemark    | 96,00  | 4      |
| 2                                      | Allemagne   | 94,67  | 4      |
| 3                                      | Norvège     | 85,67  | 3      |
| 4                                      | Roumanie    | 81,67  | 3      |
| 5                                      | France      | 64,00  | 3      |
| 6                                      | Hongrie     | 48,67  | 3      |
| 7                                      | Croatie     | 38,67  | 3      |
| 8                                      | Russie      | 33,00  | 0      |
| 9                                      | Pologne     | 27,33  | 3      |
| 10 à 18 : 2 places ; 19 à 29 : 1 place |             |        |        |
| 30 à 50 : 0 place                      |             |        |        |

L'évolution du classement du championnat est :
| Année | 06 | 07 | 08 | 09 | 10 | 11 | 12 | 13 | 14 | 15 | 16 | 17 | 18 | 19 | 20 | 21 | 22 | 23 | 24 |
| ----- | -- | -- | -- | -- | -- | -- | -- | -- | -- | -- | -- | -- | -- | -- | -- | -- | -- | -- | -- |
| Rang  | 9  | 8  | 9  | 7  | 6  | 6  | 7  | 7  | 6  | 5  | 6  | 6  | 7  | 7  | 8  | 9  | 9  | 9  | 7  |